# Sadi Gülçelik
Sadi Gülçelik (Istanbul, 7 agosto 1929 – Riad, 19 agosto 1980) è stato un cestista turco.
Morì nel 1980 in una sciagura aerea.

## Carriera
Con la Turchia ha disputato i Giochi olimpici di Helsinki 1952 e due edizioni dei Campionati europei (1951, 1955)